# Krzysztof Bieleń
Krzysztof Bieleń (ur. 1967 w Kolbuszowej) – polski poeta.
Laureat II nagrody w X Konkursie Poetyckim o Nagrodę im. K.K. Baczyńskiego 2001, III nagrody I Ogólnopolskiego Konkursu Literackiego „Złoty Środek Poezji” 2005 na najlepszy poetycki debiut książkowy roku 2004 za tom Roztwór nienasycony, I nagrody IX Tyskiej Zimy Poetyckiej 2009 za projekt tomu Wiciokrzew przewiercień (nagrodą było wydanie tomu). Publikował w „Więzi” i „Frazie”.

## Poezja
- Roztwór nienasycony (Stowarzyszenie Literackie im. K. K. Baczyńskiego, Łódź 2004)
- Wiciokrzew przewiercień (Teatr Mały, Tychy 2009)
- Błystki wahadłowe (Mamiko, Nowa Ruda 2015)
- Pył zawieszony (Mamiko, Nowa Ruda 2017)[4]
- Rysy i wygłady (Mamiko, Nowa Ruda 2018).